# KDSK (AM)
KDSK (1240 kHz) é uma estação de rádio AM comercial, licenciada para Los Ranchos de Albuquerque, Novo México, e atendendo ao mercado de rádio da área metropolitana de Albuquerque. Ela transmite um formato de rádio Oldies com uma lista de reprodução de aproximadamente 10.000 músicas das décadas de 1950 a 1980. Atualizações de notícias de hora em hora do SRN News são apresentadas na parte inferior da hora.
1240 KDSK é transmitido simultaneamente com a estação irmã KDSK-FM 92,7 MHz em Grants, Novo México. A KDSK também é ouvida na estação tradutora FM 92.9 K225CH em Rio Rancho.

## História

### Formatos latinos e infantis
A estação assinou como KLTN em 1983. Em 1988-09-27, a estação mudou seu indicativo de chamada para KALY. De 1983 a 2003, transmitiu programação em espanhol. Em meados de fevereiro de 2003, a estação tornou-se afiliada da rede Radio Disney, transmitindo um formato de rádio infantil.
A Walt Disney Company tirou então KALY, e cinco outras estações programadas para serem vendidas, fora do ar em 22 de janeiro de 2010. No final de 2010, a Fundação Jennifer Smart comprou a estação da Disney para o formato JENNiRADIO com os lucros da estação sendo doados para outras instituições de caridade.. A estação voltou ao ar com formato JENNiRADIO em 18 de dezembro de 2010.

### KDSK
Em 16 de outubro de 2012, a KD Radio, Inc. de Derek Underhill consumou a compra da KALY por US$ 225.000. A estação enviou cartas de chamada para KDSK em 8 de março de 2013.
Por meio da Learfield Sports, o futebol e o basquete da New Mexico State University foram transmitidos na KDSK para a temporada 2015-16.

### Tradutor FM
Um pedido para modificar uma licença de construção para uma nova estação tradutora FM transmitindo em 93.7 como K229CL foi arquivado para dar a esta estação um sinal FM em Albuquerque. O tradutor assinou em 12 de julho de 2014 a 40 watts do topo do Sandia Crest. Em 30 de março de 2015 o tradutor foi atualizado de 40 watts para 250 watts com o padrão de antena direcionado para a cidade, melhorando muito o sinal. Em 16 de fevereiro de 2016, a KD Radio recebeu uma licença de construção para mover o tradutor K297BG (então em 107,3 FM) de Grants, Novo México para Rio Rancho, ao mesmo tempo em que mudou a frequência para 92,9 FM. Foi declarado no pedido da FCC que uma vez que o 92.9 estiver em operação, o KDSK interromperá a transmissão no 93.7, que é propriedade da Telebeeper do Novo México.  Em 29 de agosto de 2016, a KDSK começou a transmitir em 92.9. A transmissão em 93.7 cessou no final de setembro e o tradutor está atualmente fora do ar.